# San Diego Alcalá
San Diego Alcalá är en småstad i kommunen Temoaya i delstaten Mexiko i Mexiko. Samhället hade 3 849 invånare vid folkräkningen 2020. Ortens kyrka heter Parroquia San Diego de Alcalá.
Universitetet Universidad Mexiquense del Bicentenario UES Temoaya befinner sig på gångavstånd strax söder om stadskärnan. Universitet utbildar inom vetenskap, teknik och innovation.